# فقدان ذاكرة المجتمع
فقدان ذاكرة المجتمع هي النسيان الجماعي للأحداث والتاريخ إثر نتيجة «قمع» الذكريات أو الجهل أو الظروف المتغيرة أو تغير المصالح. 